# Teto solar

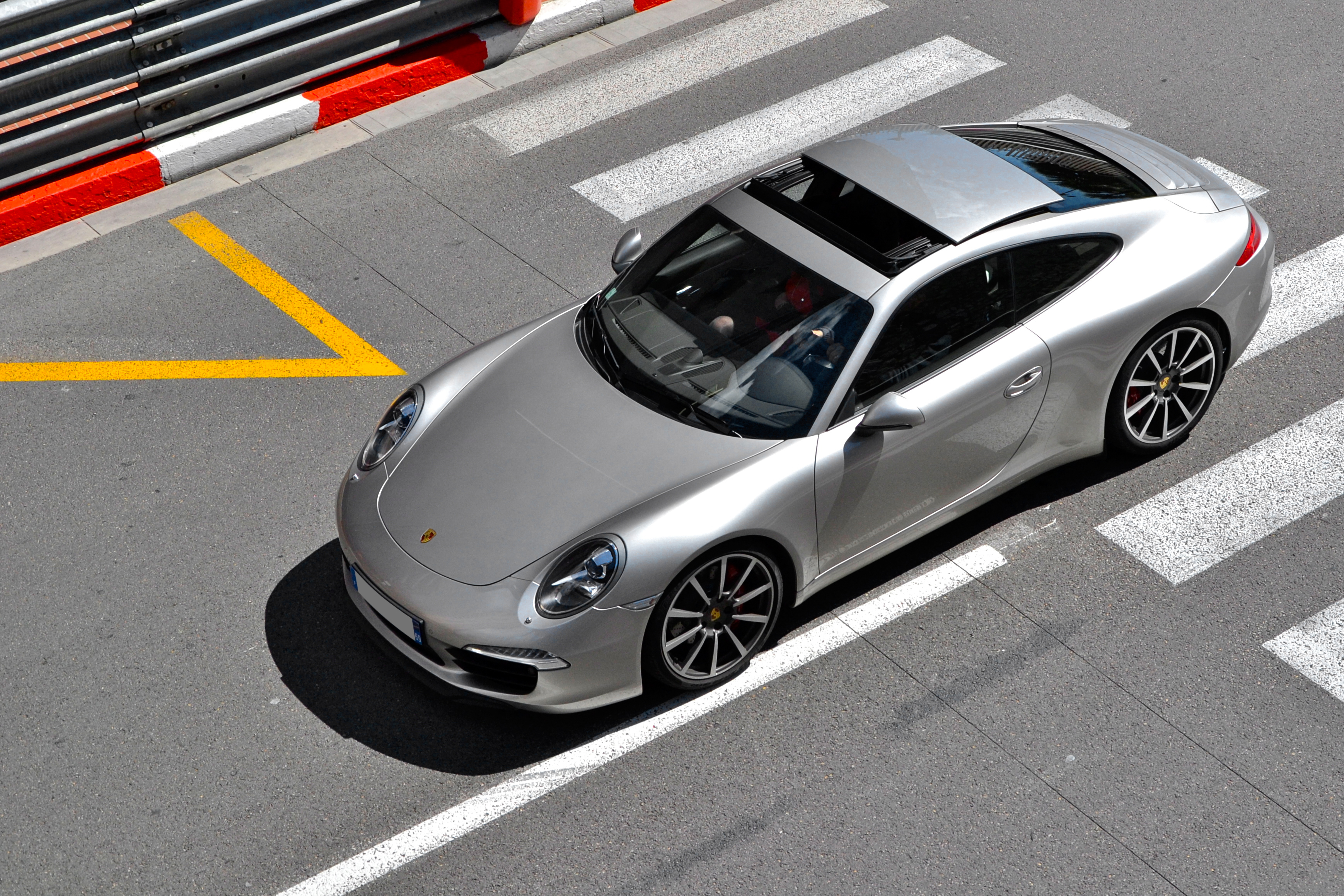
Teto solar envidraçado numa Porsche 911.

Um teto solar (português brasileiro) ou teto de abrir (português europeu) é uma abertura no teto de um veículo. Eles podem ser fixos ou operáveis. Manuais ou elétricos. Os tetos manuais geralmente só abrem basculante (uma pequena abertura para cima) e os vidros são removíveis. Os tetos elétricos tanto abrem basculante como deslizam para trás para cima do teto do veículo ou entre o forro e o teto. Um teto elétrico pode ser fechado manualmente se houver uma pane em seu motor. Hoje os tetos elétricos tem inúmeras facilidades como antiesmagamento, fechamento automático quando o veículo é fechado e sensor de chuva.
Teto solar é um equipamento importante que ajuda a desembaçar os vidros em dias frios, minimiza a temperatura interna em dias muito quentes, ventila e renova o ar no interior do veículo — o que é melhor ainda para os fumantes —, além de ser muito mais seguro abrir uma fresta do teto solar para ventilar do que abrir os vidros dos carros.
Os tetos solares podem ser originais de fábrica ou adaptados depois que o veículo já saiu da fabrica.

## História
O teto solar foi inventado por Wilhem Baier, Stockdorf, Alemanha. O primeiro veículo de série foi o Mercedes V170 que recebeu o teto solar em 1937. O teto solar foi fornecido para a Mercedes pela Webasto da qual o Wilhem Baier era o fundador (em 1901). O Nome da Webasto vem do nome do fundador e da Cidade em qual instalou a empresa em 1908 (Wilhelm Baier, Stockdorf).

## Variedades

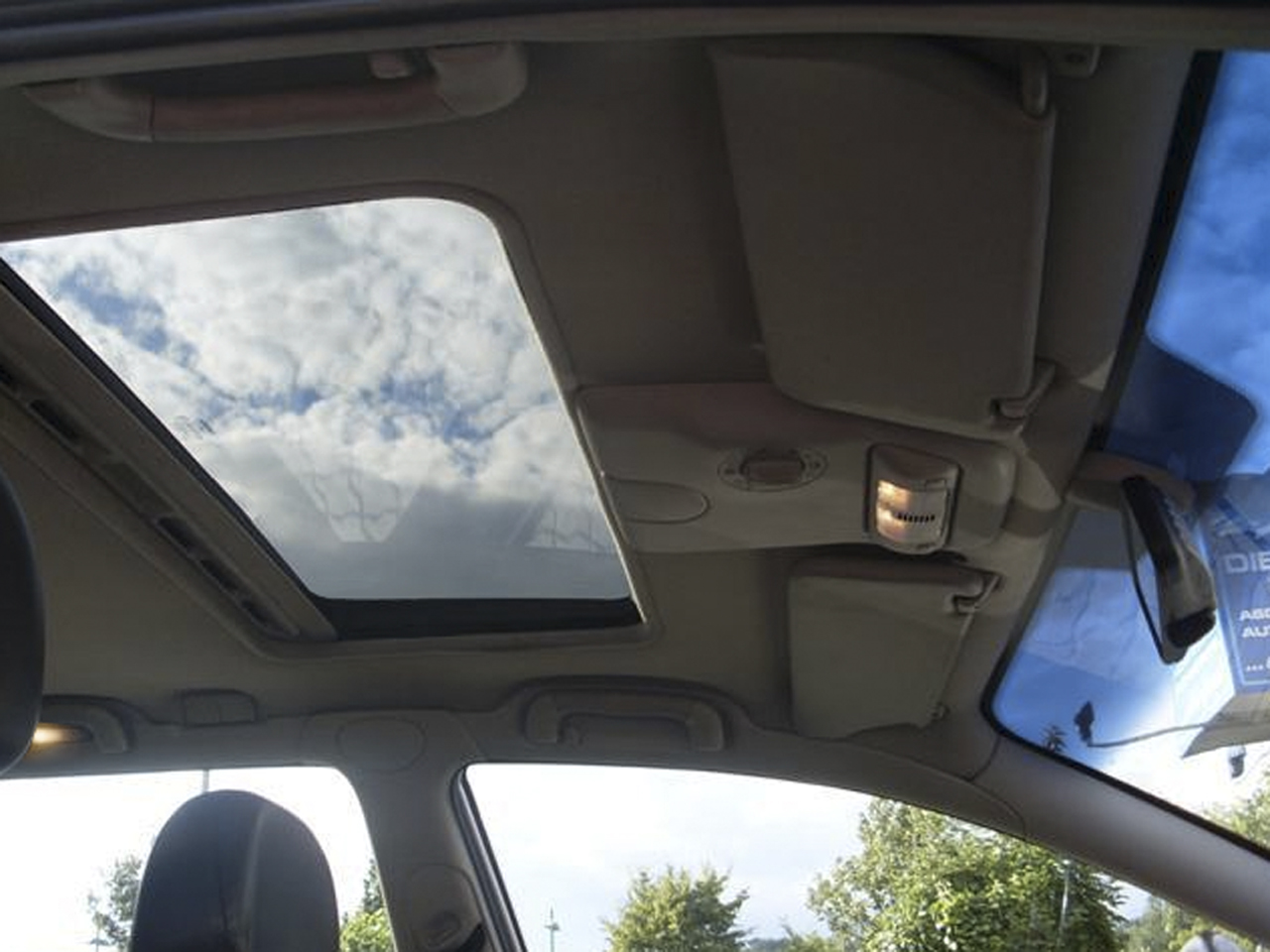
Teto solar visto de dentro de um carro.

Tetos solares estão disponíveis em diversas formas, tamanhos e estilos, e são conhecidos por diversos nomes. Em geral os termos usados são esses:
- Manual - Pop-up: neste modelo o vidro abre basculante oferecendo um respiro ao veículo e o vidro é geralmente removível. É um modelo que pode ser instalado na maioria dos veículos e é relativamente acessível.
- Elétrico – Spoiler: combina a característica de inclinação do pop-up e também desliza o vidro para trás e por cima do teto. Esse modelo não tem uma abertura muito grande.Tem características opcionais como tapa sol integrado e fechamento automático. Dá um look esportivo para o veículo, é ideal para carros menores.
- Embutido – Inbuilt: modelo que tem um painel de vidro ou metal que desliza entre o forro e o teto, ele baixa o teto de 5 a 10 cm, e proporciona a abertura total do teto. Este teto é o teto original de fábrica do Ômega, Vectra, Golf, etc. Tem características como fechamento automático, antiesmagamento, sensor de chuva, entre outras.
- Panorâmico: um novo modelo com um painel grande ou multi painéis que oferece luminosidade também para os passageiros. É elétrico e tem geralmente tapa sol integrado e quebra vento.